# Daucus jordanicus
Daucus jordanicus är en flockblommig växtart som beskrevs av George Edward Post. Daucus jordanicus ingår i släktet morötter, och familjen flockblommiga växter. Inga underarter finns listade i Catalogue of Life.